# Viktor Mikhaylovich Vasnetsov

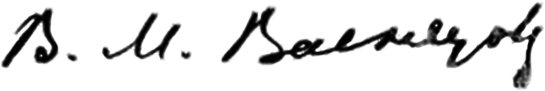
Chữ ký của Viktor Vasnetsov. 1886

Viktor Mikhaylovich Vasnetsov (Tiếng Nga: Ви́ктор Васнецо́в; 15 tháng 5, 1848 – 23 tháng 7, 1926) là họa sĩ người Nga chuyên đề tài lịch sử và thần thoại. Ông được xem là một trong những người sáng lập ra trường phái dân gian Nga và tranh chủ nghĩa dân tộc lãng mạn, là nhân vật chủ chốt của phong trào Phục hưng Nga. 

## Tiểu sử

### Thời thơ ấu
Viktor Vasnetsov chào đời năm 1848 tại ngôi làng hẻo lánh Lopyal, thuộc tỉnh Vyatka, ông là con thứ hai trong số bảy đứa con trong gia đình. Cha của ông, Mikhail Vasilievich Vasnetsov (1823–1870), có thiên hướng triết học, là một thầy tu và cũng là học giả thiên văn học và các ngành khoa học tự nhiên. Ông nội là họa sĩ chuyên vẽ linh ảnh. Trong số các con của Mikhail Vasnetsov, hai người trở thành họa sĩ tài năng (Viktor và Apollinary), ba người trở thành giáo viên, một người là nhà nghiên cứu văn hóa dân gian và một người qua đời khi mới 4 tháng tuổi. Chính tại Lopyal, Viktor đã bắt đầu vẽ tranh, phần lớn là tranh phong cảnh và cảnh sinh hoạt thôn quê. Nhớ về thời thơ ấu, trong lá thư gửi Vladimir Stasov, Vasnetsov nhận xét rằng ông "đã sống cùng với bọn trẻ con nông dân, quý mến chúng với tư cách bạn bè chứ không phải là một người narodnik".

### Vyatka (1858–1867)
Từ tuổi lên mười, Viktor vào học tại một trường dòng ở Vyatka. Đến mùa hè, ông cùng gia đình thường tới ngôi làng buôn bán giàu có Ryabovo. Trong những năm học tại trường dòng, ông phụ việc cho một chủ cửa hàng bán linh ảnh tại địa phương. Ông cũng giúp đỡ họa sĩ Ba Lan bị lưu đày Michał Elwiro Andriolli thực hiện vẽ tranh tường cho nhà thờ Alexander Nevsky của Vyatka. 
Tốt nghiệp trường dòng, Viktor quyết định lên Saint Petersburg học hội họa. Ông bán đấu giá bức tranh thợ gặt nữ (Woman Harvester) và Thợ vắt sữa (Milk-maid), hai tác phẩm ông vẽ năm 1867, để kiếm thêm tiền tới kinh đô nước Nga. 

### Saint Petersburg (1867–1876)
Tháng 8 năm 1867, Viktor thử đăng ký vào Học viện Nghệ thuật Hoàng gia nhưng trượt. Tháng 8 năm sau, ông đã thành công. Trước đó, vào năm 1863, một nhóm mười bốn học viên bỏ Học viện vì thấy rằng quy tắc nơi đây quá gò bó. Sự kiện này dẫn tới phong trào Peredvizhniki - các họa sĩ hiện thực nổi dậy chống lại phái hàn lâm kinh viện. 
Vasnetsov kết bạn với thủ lĩnh phong trào Ivan Kramskoi trước khi vào Học viện, từ hồi đang học lớp vẽ, ông coi Kramskoi như thầy giáo của mình. Vasnetsov cũng rất thân với bạn đồng học Ilya Yefimovich Repin. 
Dù sau này tên tuổi gắn liền với tranh lịch sử và thần thoại, nhưng ban đầu ông tránh đề tài này bằng mọi giá. Nhờ bức tranh Thiên Chúa và Pontius Pilate đứng trước dân chúng (Christ and Pontius Pilate Before the People), ông được Học viện trao một huy chương bạc nhỏ. 
Đầu thập niên 1870, ông hoàn tất một loạt tranh khắc mô tả cuộc sống đương đại. Hai trong số chúng, Người bán sách tỉnh lẻ (Provincial Bookseller , 1870) và Cậu bé cầm chai vodka (A Boy with a Bottle of Vodka, 1872), đã giúp Vasnesov giành được huy chương đồng tại Hội chợ Thế giới London (1874). 
Tại thời gian này, ông cũng bắt đầu theo đuổi tranh sơn dầu vẽ cuộc sống sinh hoạt thường ngày. Các tác phẩm như Những ca sĩ nông dân (Peasant Singers, 1873), Chuyển nhà (Moving House, 1876), đã được những người theo dân chủ Nga khen ngợi nồng nhiệt. 

## Tác phẩm tiêu biểu

Tác phẩm của Viktor Vasnetsov
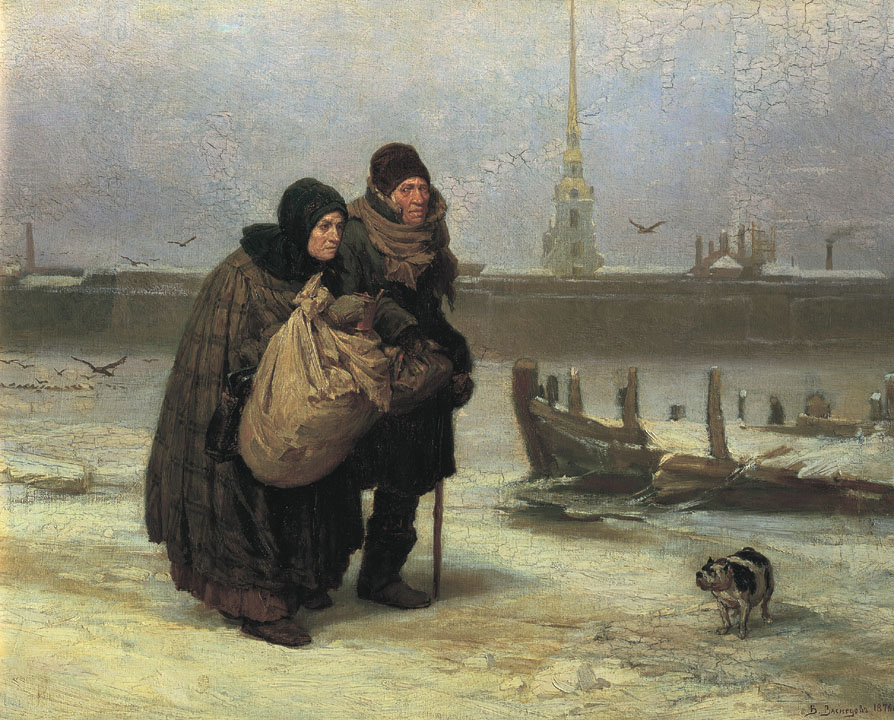
Chuyển nhà - Moving House (1876)
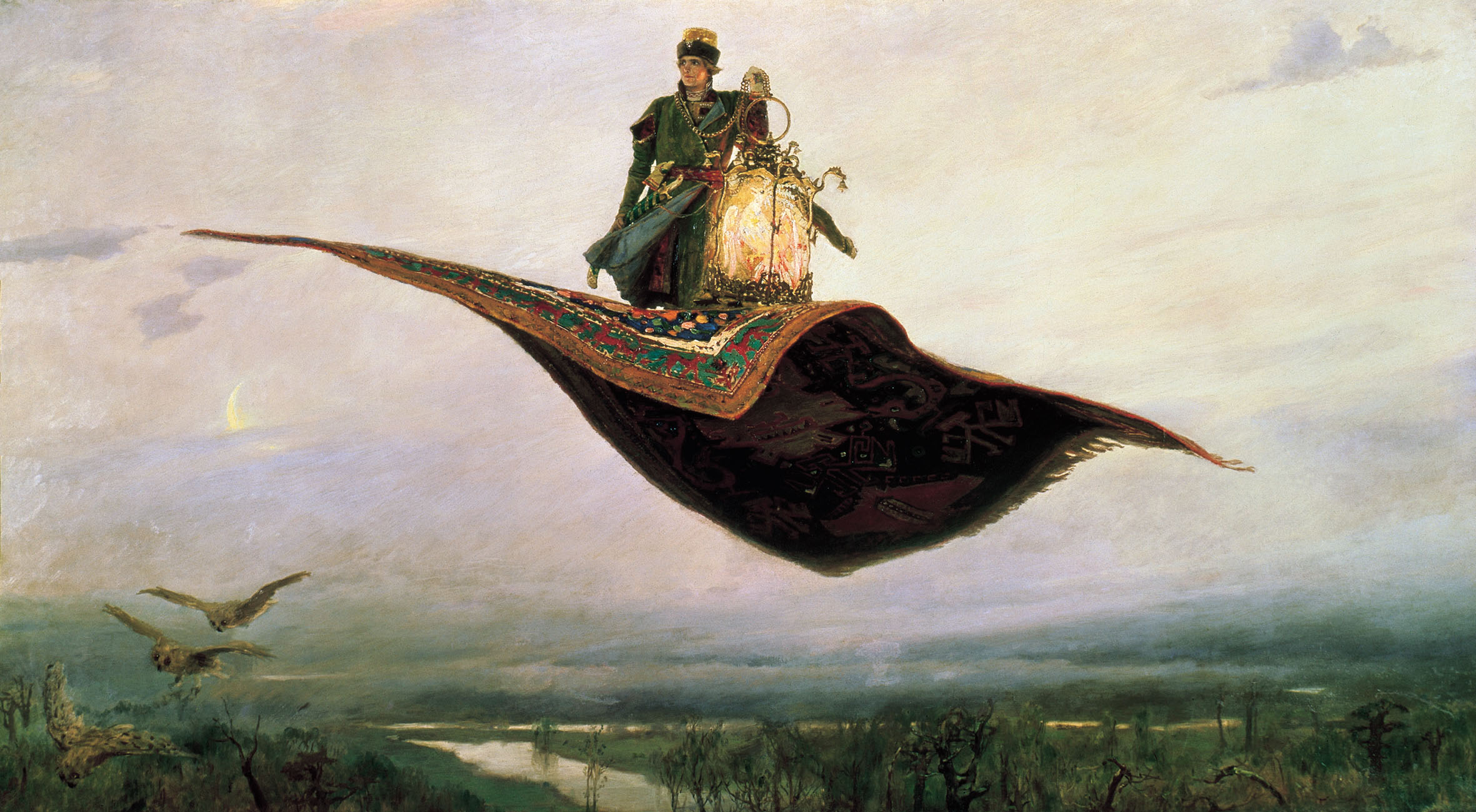
Thảm bay - The Flying Carpet (1880)
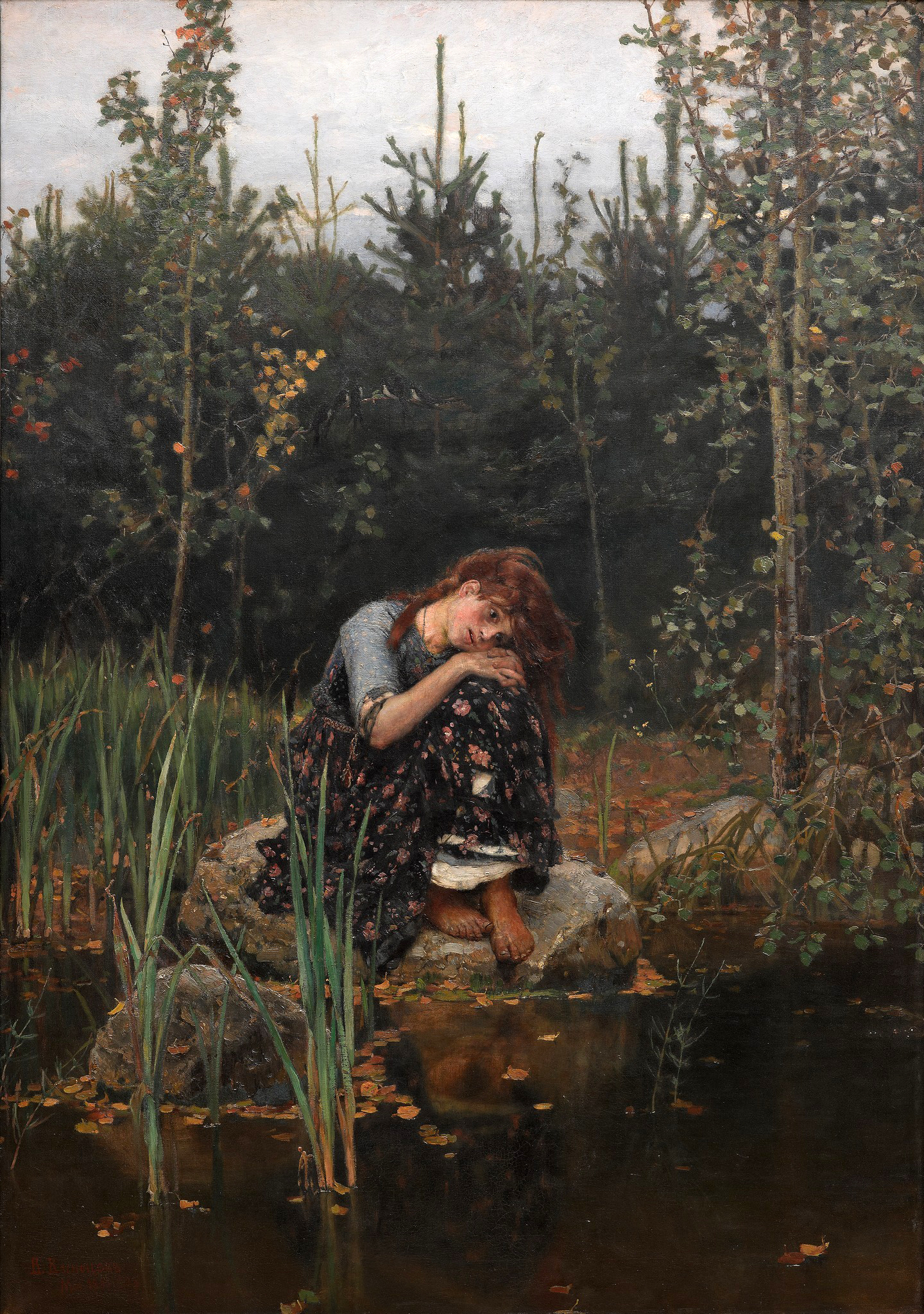
Alyonushka (1881)
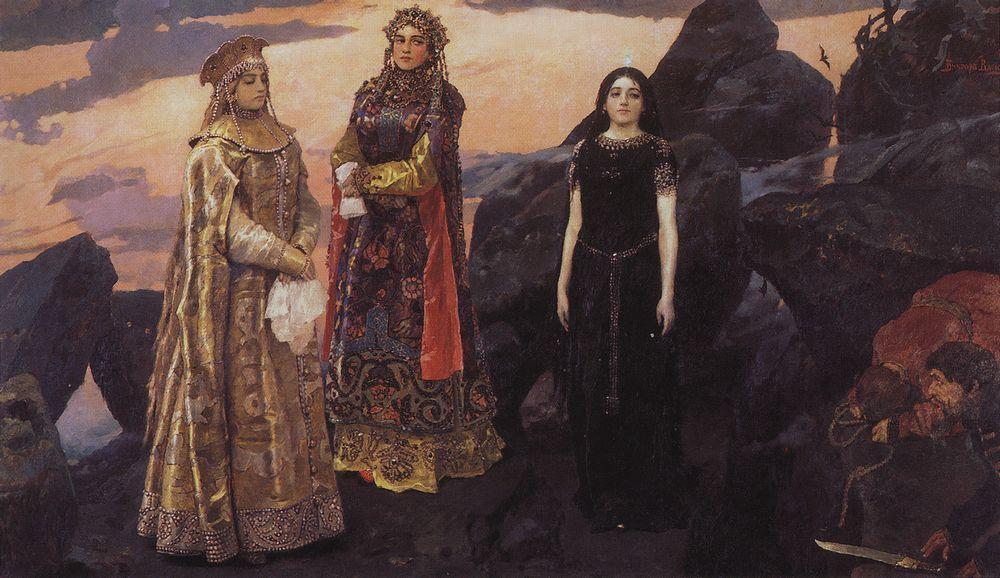
Ba công chúa của Vương quốc Bí ẩn - Three princesses of the Underground Kingdom (1884)
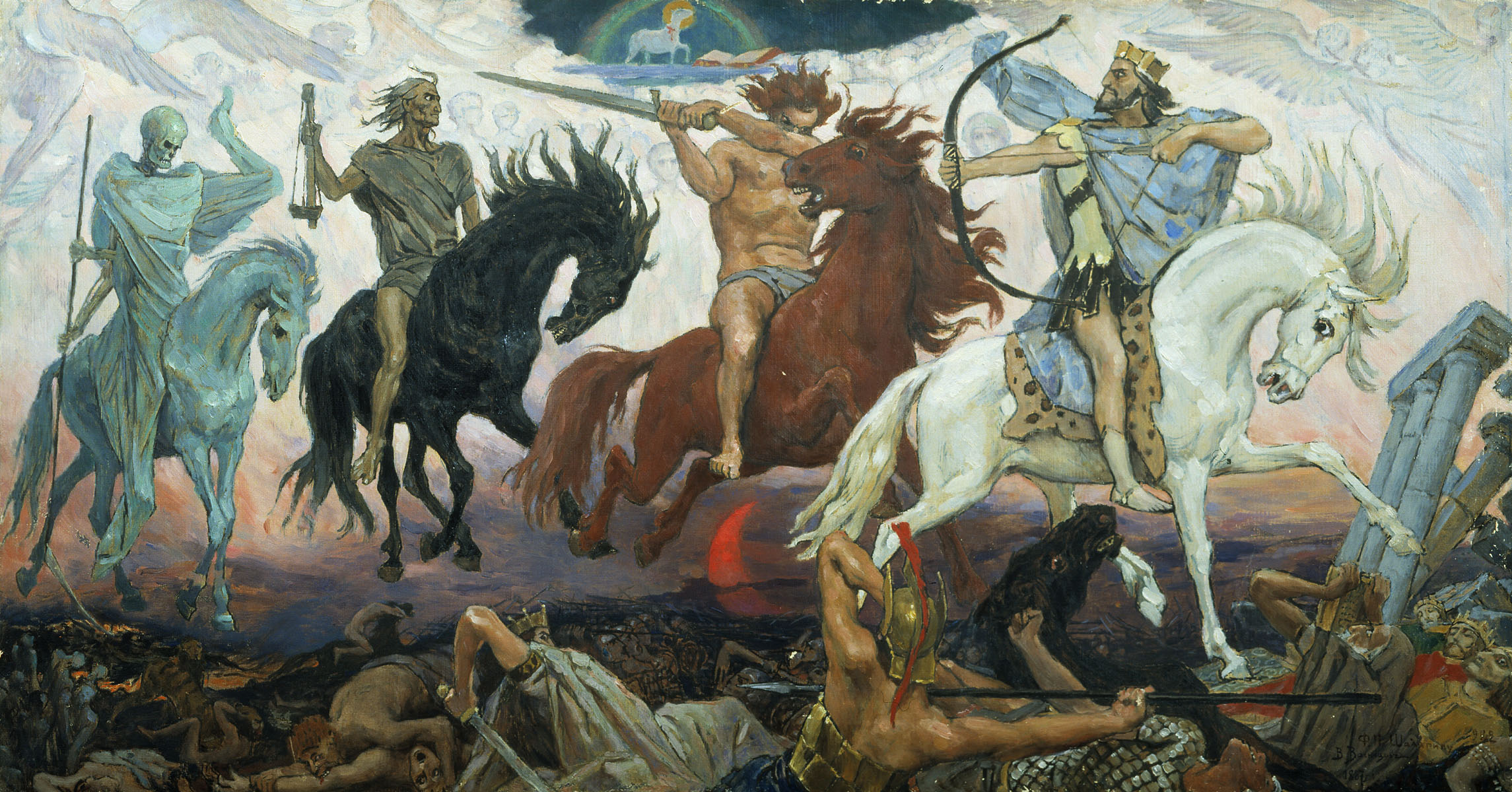
Tứ kỵ sĩ khải huyền - Four Horsemen of the Apocalypse (1887)
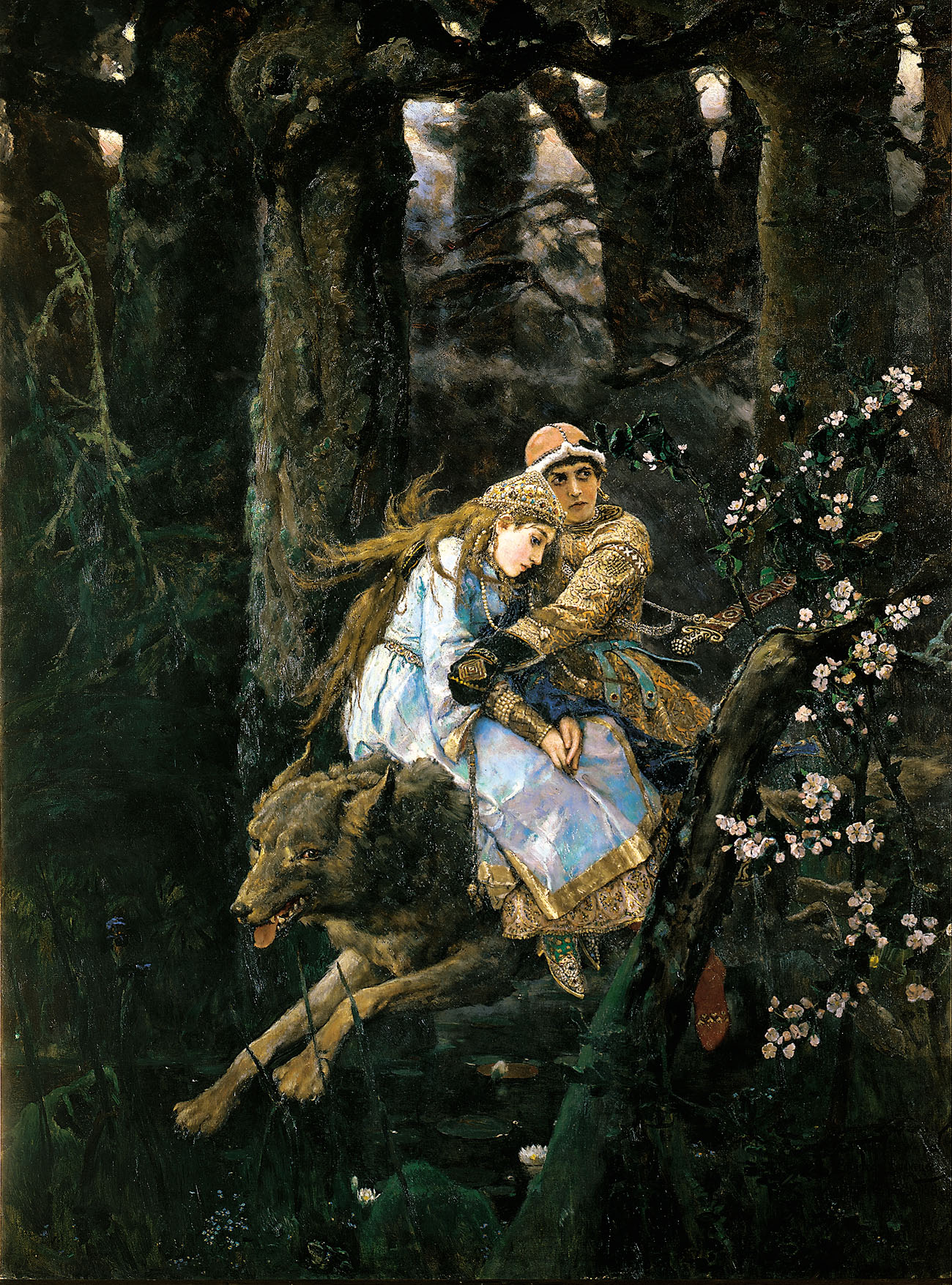
Ivan Tsarevich cưỡi Sói xám - Ivan Tsarevich riding the Gray Wolf (1889)
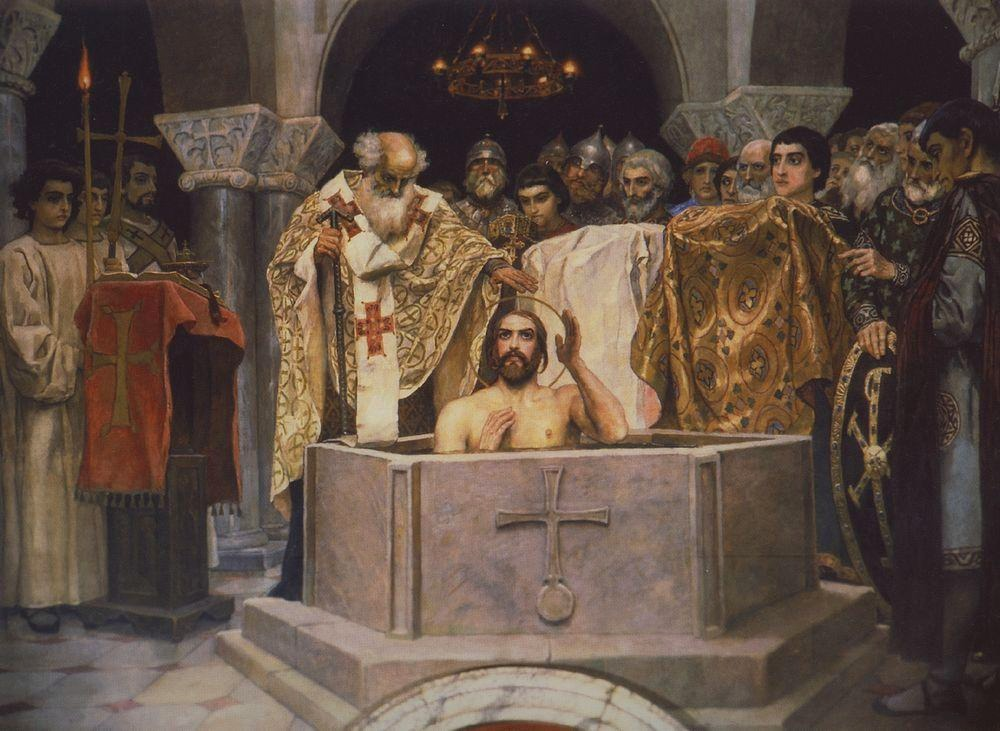
Lễ rửa tội cho Công tước Vladimir - Baptism of Prince Vladimir (1890)
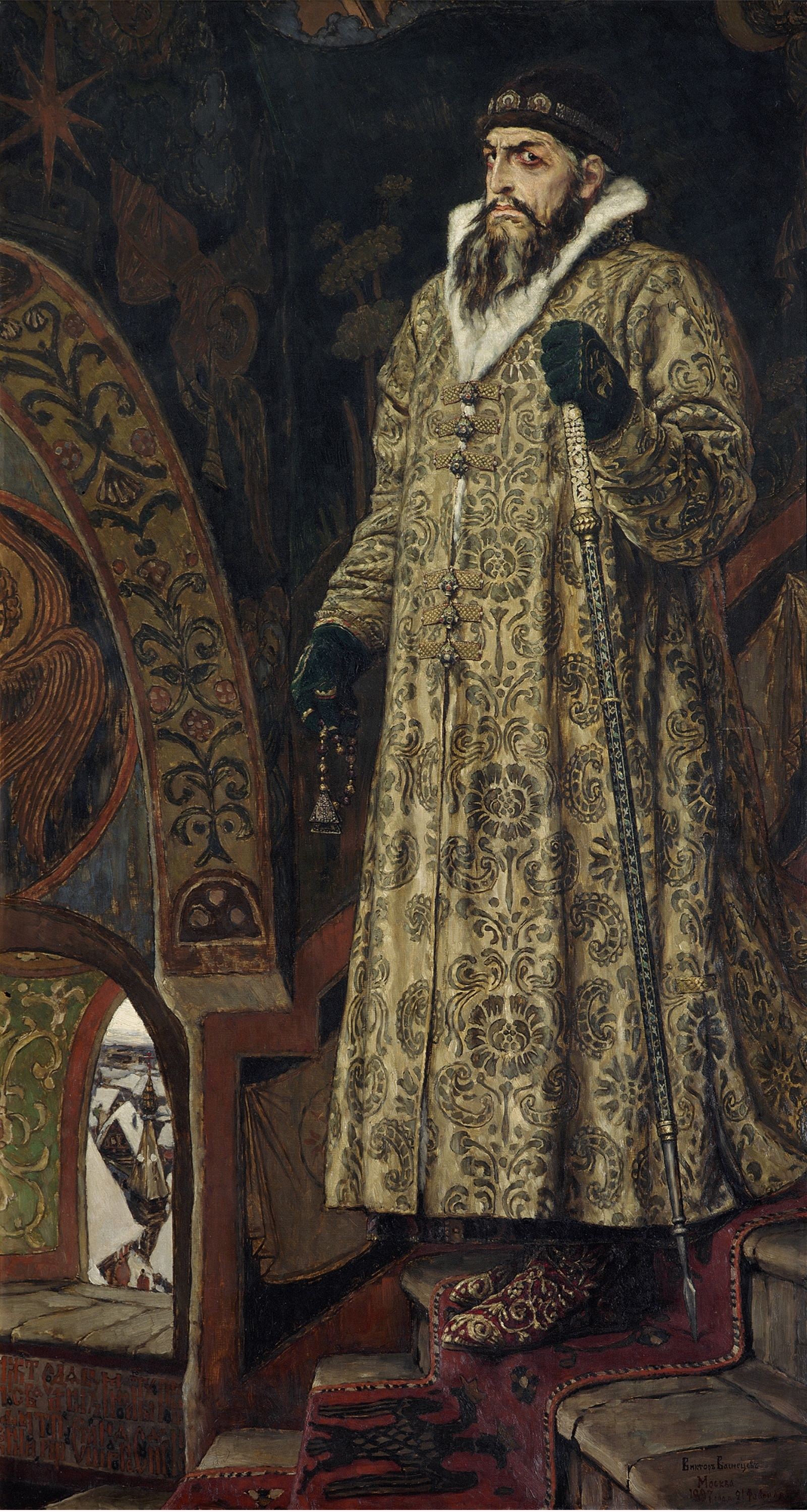
Sa hoàng Ivan Lôi đế - Tsar Ivan the Terrible (1897)
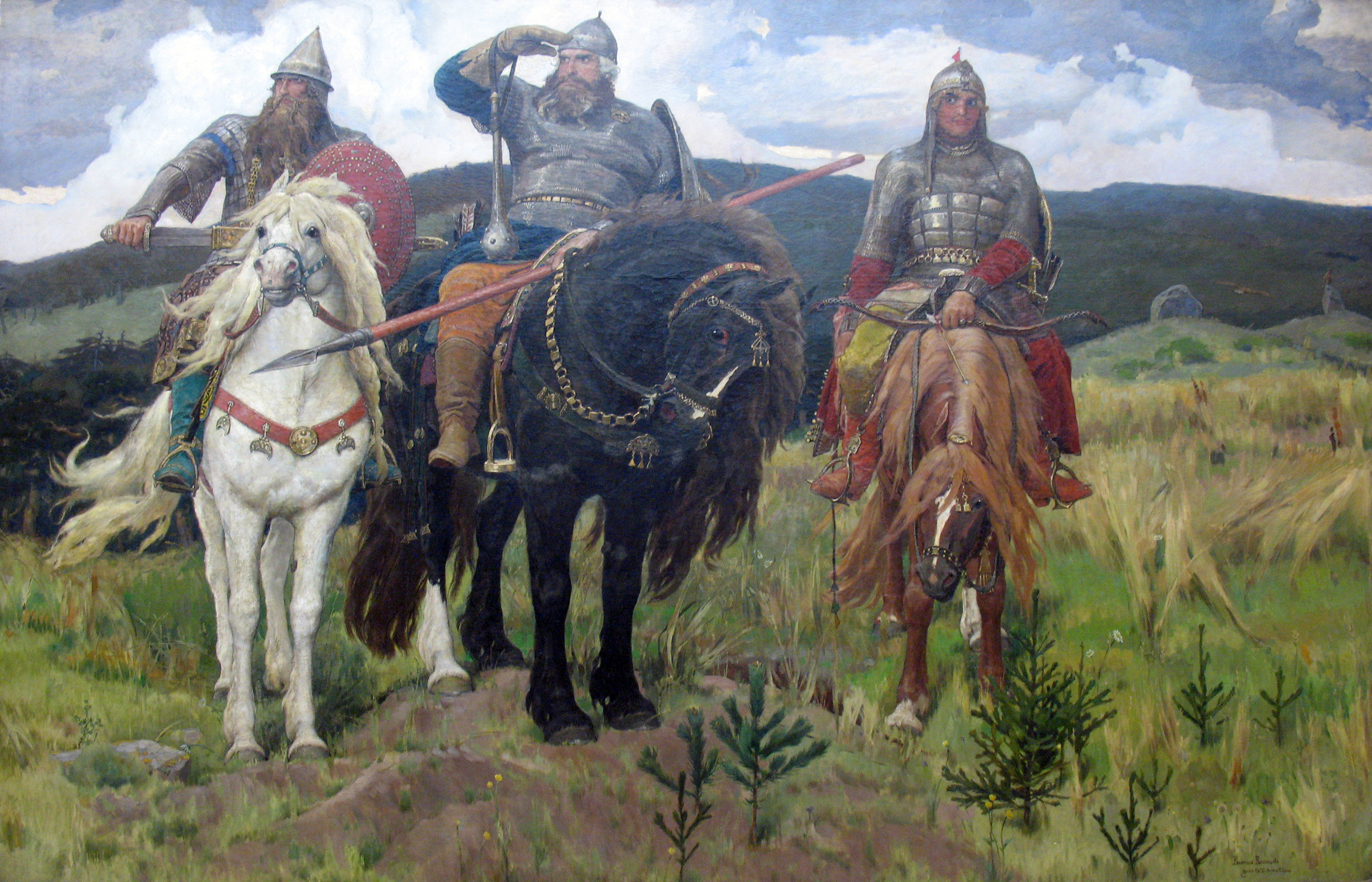
Bogatyrs (1898)